# Abdulmajidia
Genre
Classification phylogénétique
Abdulmajidia est un genre de plantes à fleurs de la famille des Lecythidaceae. Il est constitué de deux espèces de la péninsule Malaise.
Selon Plants of the World Online, c'est un synonyme de Barringtonia.

## Liste des espèces
Selon Catalogue of Life (22 novembre 2017) :
- Abdulmajidia chaniana Whitmore
- Abdulmajidia maxwelliana Whitmore

trois nouvelles espèces ont été décrites en 2006.
- Abdulmajidia latiffiana El-Sherif, 2006
- Abdulmajidia rimata (Chantar.) El-Sherif & Latiff, 2006
- Abdulmajidia zainudiniana El-Sherif & Latiff, 2006

## Source
- IPNI